# Sphaerophoraceae
Sphaerophoraceae is een botanische naam voor een familie van korstmossen behorend tot de orde Lecanorales.

## Geslachten
De familie bestaat uit zes geslachten:
- Austropeltum (1)
- Bunodophoron (26)
- Calycidium (2)
- Leifidium (1)
- Neophyllis (2)
- Sphaerophorus (34)